# Mali Pašijan
Mali Pašijan falu Horvátországban Belovár-Bilogora megyében. Közigazgatásilag Gerzencéhez tartozik.

## Fekvése
Belovártól légvonalban 30, közúton 40 km-re délre, községközpontjától légvonalban 6, közúton 7 km-re északra a Monoszlói-hegység keleti lejtőin, a 26-os számú főút mentén Veliki Prokop és Veliki Pašijan között, a Pašianica-patak jobb partján fekszik.

## Története
A hagyomány szerint török időkben e terület birtokosa egy Pašjan nevű aga volt, akiről a mai település a nevét kapta. Jakovljević szerint a török „Pašin han” alakból ered a név.
A török uralom után a területre a 17. századtól folyamatosan telepítették be a keresztény lakosságot. 1774-ben az első katonai felmérés térképén az akkor még egységes település „Dorf Passian” néven szerepel, de már jól kivehetőek a mai Mali Pašijan házai. A Horvát határőrvidék részeként a Kőrösi ezredhez tartozott. Lipszky János 1808-ban Budán kiadott repertóriumában „Passian” néven,  
Nagy Lajos 1829-ben kiadott művében ugyancsak „Passian” néven 97 házzal, 234 katolikus és 258 ortodox vallású lakossal találjuk.
A katonai közigazgatás megszüntetése után a Magyar Királyságon belül Horvátország része, Belovár-Kőrös vármegye Garesnicai járásához tartozott. Mali Pašijannak 1900-ban 406 lakosa volt. 1918-ban az új szerb-horvát-szlovén állam, majd később Jugoszlávia része lett. 1941 és 1945 között a németbarát Független Horvát Államhoz, majd a háború után a szocialista Jugoszláviához tartozott. A háború után a fiatalok elvándorlása miatt lakossága folyamatosan csökkent. 1991-től a független Horvátország része. 1991-ben lakosságának 58%-a horvát, 25%-a szerb nemzetiségű volt. A délszláv háború idején mindvégig horvát kézen maradt. 2011-ben a településnek 190 lakosa volt.

## Lakossága
| Lakosság változása | Lakosság változása | Lakosság változása | Lakosság változása | Lakosság változása | Lakosság változása | Lakosság változása | Lakosság változása | Lakosság változása | Lakosság változása | Lakosság változása | Lakosság változása | Lakosság változása | Lakosság változása | Lakosság változása | Lakosság változása |
| ------------------ | ------------------ | ------------------ | ------------------ | ------------------ | ------------------ | ------------------ | ------------------ | ------------------ | ------------------ | ------------------ | ------------------ | ------------------ | ------------------ | ------------------ | ------------------ |
| 1857               | 1869               | 1880               | 1890               | 1900               | 1910               | 1921               | 1931               | 1948               | 1953               | 1961               | 1971               | 1981               | 1991               | 2001               | 2011               |
| 0                  | 0                  | 0                  | 0                  | 406                | 0                  | 0                  | 0                  | 424                | 436                | 367                | 307                | 244                | 223                | 200                | 190                |

## Nevezetességei
A faluban a hagyományos népi építészet számos szép példáját találjuk. Kulturális védettséget élveznek a 32, 34, 42, 44, 71, 63 és 82 számú lakóházak.